# Megastore
Megastore var en butikskedja och webbutik (2004–2013) inriktad på hemunderhållning. Den omfattande webbhandel som fanns i Sverige, Norge, Finland och övriga Europeiska unionen har upphört på grund av ekonomiska problem inom Megastore-gruppen där bland annat Megastore och NextStop Distribution ingick.

## Verksamhet
Megastore hade ett antal fysiska butiker i Stockholm och en i Norrköping. I september 2004 öppnades en webbutik med musik, film och spel. Senare omfattade webbutikssortimentet även böcker, hemelektronik och merchandise.
Efter flera år av nedskärningar upphörde Megastore med sin försäljning i oktober 2013. Den sista Megastorebutiken fanns i Vällingby centrum i Stockholm.